# Косівська районна рада
Косівська райо́нна ра́да — районна рада Івано-Франківської області.